# Święto Saskiej Kępy
Święto Saskiej Kępy – impreza o charakterze kulturalno-rozrywkowym organizowana od 2006 na ulicy Francuskiej na Saskiej Kępie w Warszawie.

## Dotychczasowe edycje święta

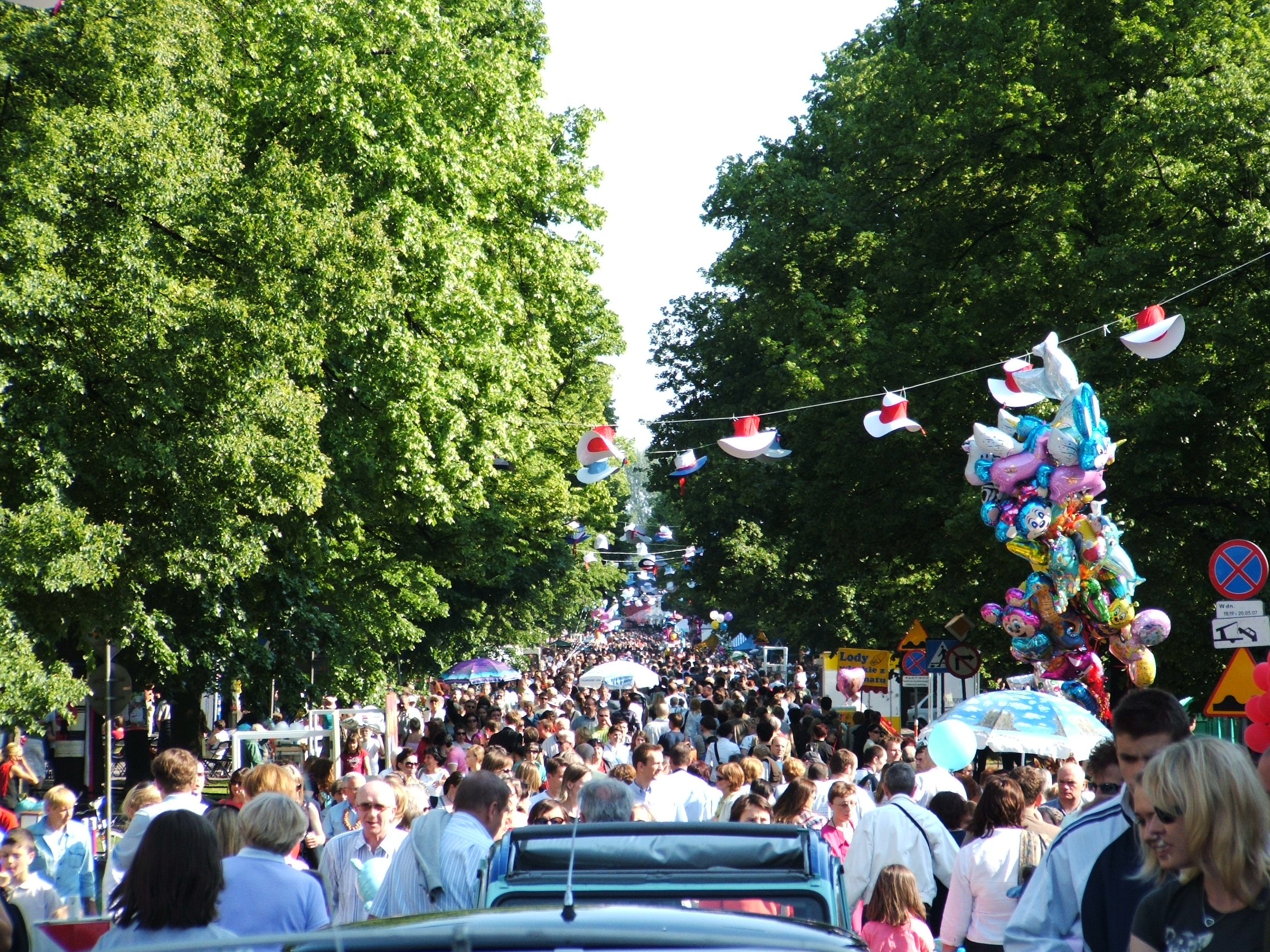
Tłumy na ulicy Francuskiej w 2007 roku

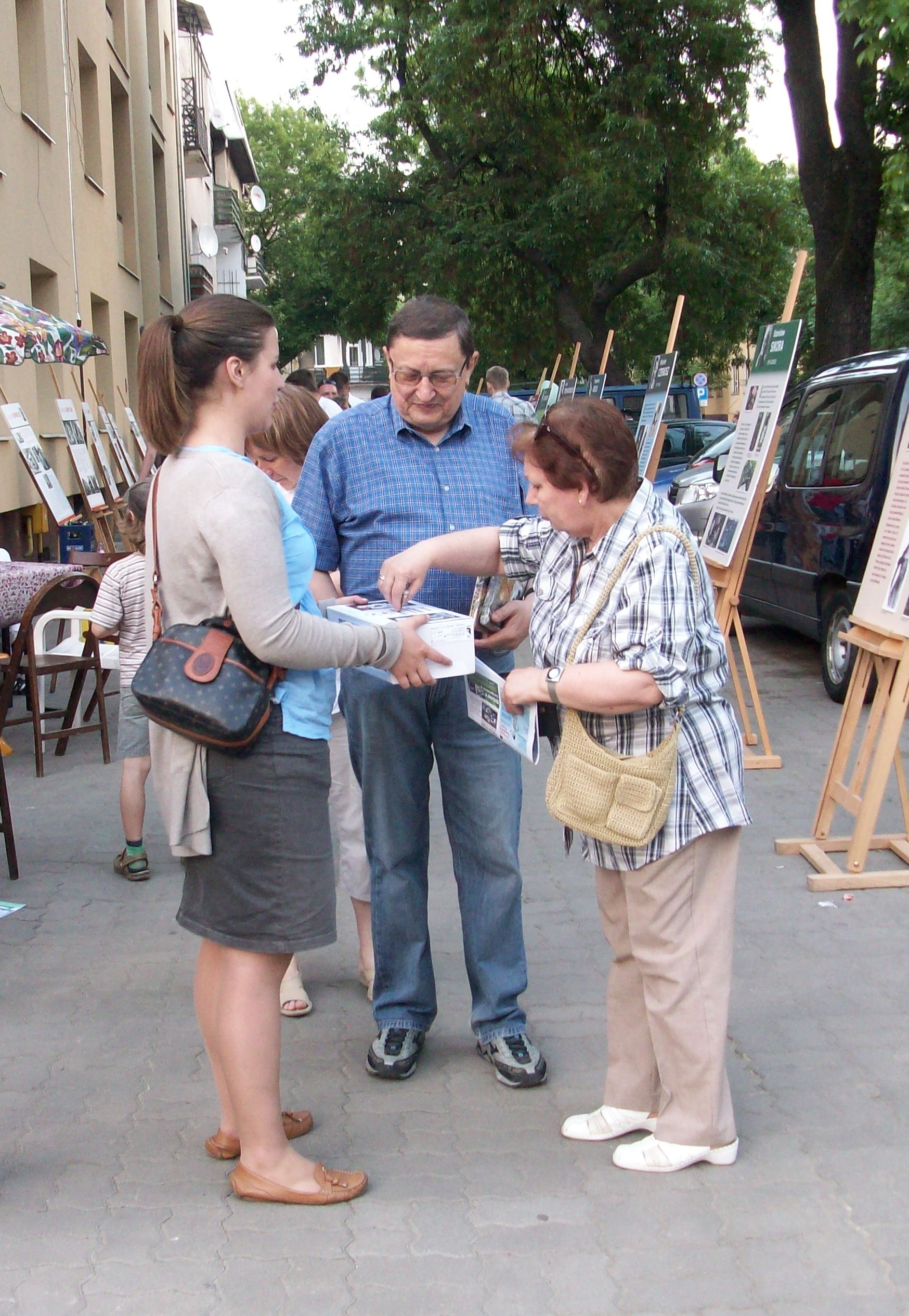
Zbiórka funduszy na płaskorzeźbę Plon w 2011 roku

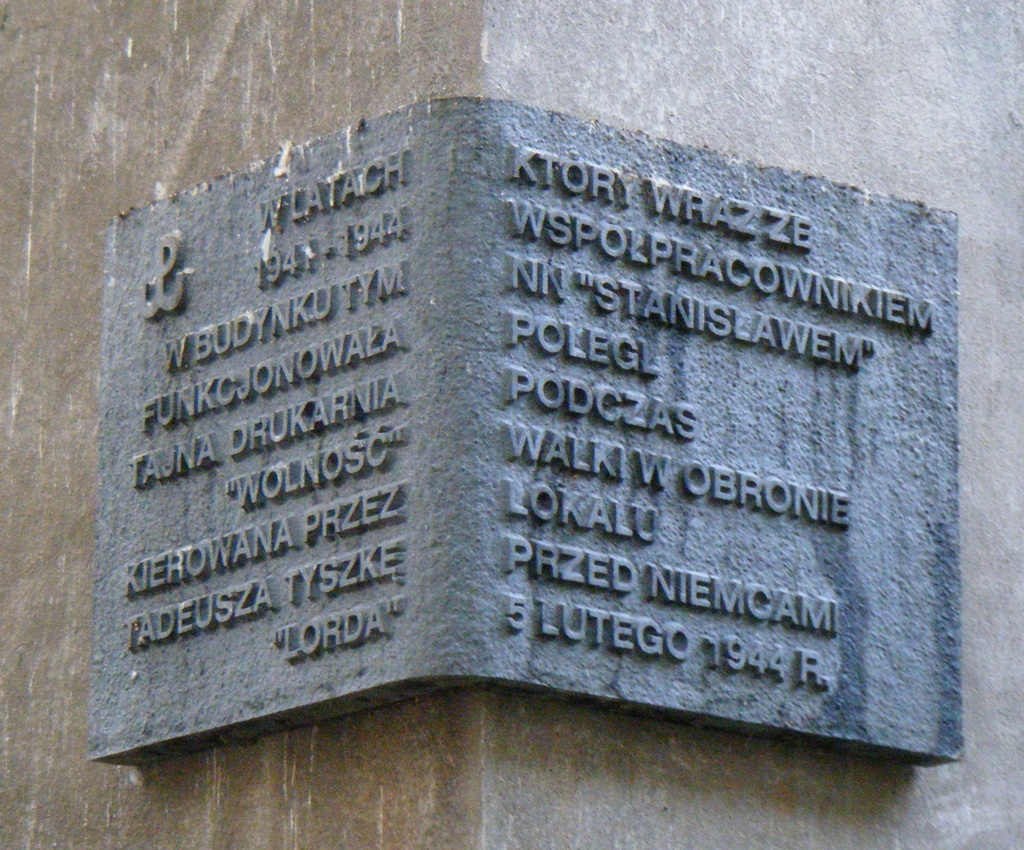
Tablica pamiątkowa odsłonięta podczas święta w 2011 roku

### 2006
Pierwsza edycja święta odbyła się 13 maja 2006. Motywem przewodnim była postać Agnieszki Osieckiej. Hasłami przewodnimi były Agnieszka tu mieszka oraz To był maj, pachniała Saska Kępa. Zaprezentowano gipsowy model przyszłego pomnika poetki. Podczas części artystycznej wystąpili m.in. Maryla Rodowicz i Stanisław Sojka.

### 2007
W 2007 święto zorganizowano 19 maja. Jednym z głównych motywów była promocja kultury francuskiej, a hasłem przewodnim – Viva la France!. Dokonano także odsłonięcia pomnika Agnieszki Osieckiej, wykonanego z brązu. W imprezie uczestniczyła m.in. prezydent m.st. Warszawy – Hanna Gronkiewicz-Waltz.

### 2008
24 maja 2008 święto zorganizowano po raz trzeci, tym razem pod hasłem Piękni Dwudziestoletni – lata 60. Skupiono się m.in. na przypomnieniu postaci świata artystycznego związanych z dzielnicą. Po raz kolejny imprezę urozmaiciły występy artystyczne, a wieczorem odbył się koncert, na którym wystąpili m.in. Skaldowie i Sława Przybylska. W święcie wzięło udział ok. 20 tysięcy osób.

### 2009
W 2009 święto odbyło się 23 maja. Głównymi organizatorami były Centrum Promocji Kultury oraz Stołeczna Estrada. Spośród zaproszonych gości przybyli m.in. ambasadorzy Kolumbii i Azerbejdżanu oraz posłowie: Alicja Dąbrowska i Andrzej Halicki. Na wieczornym koncercie, prowadzonym przez Krzysztofa Tyńca wystąpili m.in. Jacek Bończyk, Justyna Szafran i Katarzyna Zielińska.

### 2010
W 2010 święto zaplanowano na 22 maja. Mimo remontu części ulicy Francuskiej większość imprez miała odbyć się właśnie w jej pobliżu. Oprócz imprez o charakterze rozrywkowym przewidziane były m.in. spotkania z pisarzami oraz wystawa poświęcona rzeźbiarzom z Saskiej Kępy. Planowano także dzień otwarty w Grubej Kaśce jednak w związku z poziomem wody w Wiśle został on odwołany ze względu na bezpieczeństwo zwiedzających. Z kolei 21 maja władze Warszawy podały informację o zmianie terminu całości obchodów.
Pod koniec sierpnia datę obchodów ustalono na 11 września 2010. W związku z trwającym remontem ulicy Francuskiej imprezę zlokalizowano na ulicy Paryskiej. Do obchodów włączyły się też lokalne instytucje, jak np. Biblioteka Publiczna przy ul. Meksykańskiej.

### 2011
Kolejna edycja Święta Saskiej Kępy odbyła się 21 maja 2011. Poza standardowymi elementami programu (koncerty, jarmark) zaprezentowana została m.in. wystawa o architektach i rzeźbiarzach związanych z Saską Kępą. Przeprowadzona została również zbiórka funduszy na renowację płaskorzeźby Plon autorstwa Jerzego Jarnuszkiewicza. Ponadto odsłoniętą tablicę upamiętniającą konspiracyjną drukarnię przy ul. Lipskiej.

## Kontrowersje
Z uwagi na dominującą rolę Stołecznej Estrady i niemal wyłącznie rozrywkowy charakter imprezy coraz częściej spotyka się ona z krytyką płynącą głównie od mieszkańców i lokalnych organizacji działających na Saskiej Kępie. Kontrowersje budzi m.in.:
- wysokość funduszy, które otrzymuje Stołeczna Estrada w związku z organizacją wydarzenia (w 2010 roku było to ok. 350 tys. PLN)[14];
- kwestia podziału funduszy – z uwagi na wysokość środków pochłanianych przez Stołeczną Estradę brakuje funduszy na wsparcie działań lokalnych twórców[14];
- coraz mniejsza rola specyficznych elementów związanych z dzielnicą – wskazuje się, że niemal identyczną imprezą można zorganizować praktycznie w każdym innym miejscu[14];
- kwestia towarów sprzedawanych na jarmarku, który przedstawiany jest jako tradycyjny kiermasz rękodzieła artystycznego[14]. Wskazuje się również, że jarmark wzdłuż ulicy Francuskiej ogranicza możliwości zaprezentowania się lokalnych inicjatyw artystycznych[15];
- zbyt mały udział wydarzeń przekazujących wiedzę o dzielnicy[14];
- nadmierna koncentracja wydarzeń wokół ul. Francuskiej[16].